# كيني هيل (لاعب كرة قدم أمريكية أمريكي)
كيني هيل (بالإنجليزية: Kenny Hill)‏ هو لاعب كرة قدم أمريكية أمريكي، ولد في 25 يوليو 1958 في أوك غروف في الولايات المتحدة.

## وصلات خارجية
- كيني هيل على موقع مرجع كرة القدم المحترفة.كوم (الإنجليزية)